# Белый Урюм
Бе́лый Урю́м — река в Забайкальском крае России, правая составляющая реки Чёрная, притока Шилки. Длина реки составляет 145 км. Площадь водосбора 5070 км².
Берёт начало на северо-западном склоне Хорькового хребта.
Притоки реки: Ороктыча, Алеур, Ундурга, Делондя, Шахтайка, Целкема, Ярокта 1-я, Улей, Чонгол, Жебкос, Ургучен.